# Bowzeh
Bowzeh (persiska: بوزه, بُوزِه) är en ort i Iran.   Den ligger i provinsen Västazarbaijan, i den nordvästra delen av landet, 500 km väster om huvudstaden Teheran. Bowzeh ligger 1 622 meter över havet och antalet invånare är 177.
Terrängen runt Bowzeh är kuperad, och sluttar norrut.Runt Bowzeh är det ganska tätbefolkat, med 60 invånare per kvadratkilometer. Närmaste större samhälle är Mahabad, 14,5 km väster om Bowzeh. Trakten runt Bowzeh består i huvudsak av gräsmarker.